# NGC 5198
NGC 5198 је елиптична галаксија у сазвежђу Ловачки пси која се налази на NGC листи објеката дубоког неба.
Деклинација објекта је + 46° 40' 15" а ректасцензија 13h 30m 11,4s. Привидна величина (магнитуда) објекта NGC 5198 износи 11,7 а фотографска магнитуда 12,7. Налази се на удаљености од 42,387 милиона парсека од Сунца. NGC 5198 је још познат и под ознакама UGC 8499, MCG 8-25-15, CGCG 246-10, 1ZW 59, PGC 47441.